# Région pétrolifère
Une région pétrolifère est un endroit sur la terre, sous la terre ou sous le plancher océanique où de multiples dépôts naturels de pétrole et de gaz naturel sont présents. Ils sont présents dans de nombreuses zones du monde.
Une région pétrolifère existe à condition que l'histoire de la zone soit favorable. Il faut pour cela que des sédiments riches en matière organique (le plus souvent, déposés dans des milieux confinés en climat tropical lors d'époques de réchauffement climatique intense) existent, qu'ils aient été enterrés à une profondeur suffisante pour leur maturation, qu'ils soient coiffés de couches perméables (réservoirs) elles-mêmes surmontées de couche étanches et que la morphologie de l'ensemble ait permis une migration des hydrocarbures vers des structures fermées.
Ce nécessaire concours de circonstances explique que les régions pétrolifères soient réparties de façon très inégale et que leur richesse varie sur plusieurs ordres de grandeur. En fait, près de la moitié des réserves de pétrole et de gaz conventionnelles de la planète sont concentrées dans une seule région, le bassin arabo-persique. Cet article présente les principales zones pétrolières par région du monde.

## Moyen-Orient

Carte des régions pétrolifères au Moyen-Orient

Le plus grand bassin pétrolier du monde s'étend de la pointe est de la Turquie à Oman. Il renferme des milliers de gisements, dont quelque 250 Gbbl ont déjà été extraits, et où probablement le double reste à produire. Certaines parties de ce système pétrolier sont encore relativement peu explorées et pourraient donc offrir de substantielles ressources supplémentaires, notamment en Irak.
Les producteurs de cette région possèdent des gisements de très grande taille, mais la plupart sont exploités depuis des décennies. L'étendue réelle des réserves est difficile à estimer, les chiffres officiels étant très opaques. C'est pourtant sur cette région que l'on compte pour répondre à la demande mondiale au cours des décennies à venir.

## Afrique

Carte des régions pétrolifères d'Afrique du nord

Carte des régions pétrolifères d'Afrique de l'ouest

Le potentiel considérable de l'Afrique en matière d'hydrocarbure est encore relativement sous-exploité. Si quelques pays ont franchi le pic pétrolier, le continent dans son ensemble a augmenté de plus de 30 % sa production entre 1994 et 2004. C'est également la partie du monde où le plus de succès d'exploration ont été enregistrés ces dernières années, et la seule où plusieurs pays producteurs significatifs entièrement nouveaux sont apparus sur la scène ces dernières années.

## Europe

Carte des régions pétrolifères d'Europe

Les ressources d'Europe (hors Russie) sont largement concentrées dans la mer du Nord. Schématiquement, le Nord de cette mer est chargé en pétrole et en gaz naturel par des schistes marins de l'ère secondaire, tandis que la partie méridionale renferme presque uniquement du gaz, fourni par du charbon de l'ère primaire.
Ouverte tardivement (années 1960) et constituant la plus grande région pétrolière découverte dans le monde depuis 1945, la mer du Nord a été exploitée intensivement, apportant le gros de la hausse de production non-OPEP dans les années 1980 et 1990. Le pic pétrolier a été atteint en l'an 2000 et, depuis, la production décline rapidement. Finalement, les réserves d'hydrocarbures de l'Europe auront été épuisées plus vite que celles de n'importe quel autre continent.

## Amérique du Nord

Carte des régions pétrolifères d'Amérique du Nord

Les trois pays qui constituent l'Amérique du Nord, le Mexique, les États-Unis et le Canada, explorent et exploitent activement leurs réserves de pétrole et de gaz naturel. Les États-Unis, au contraire de leurs voisins, sont incapables de s'auto-suffire énergétiquement, même si leur industrie est technologiquement la plus avancée sur la planète.

## Amérique du Sud, Amérique centrale et Antilles

Carte des régions pétrolifères d'Amérique du Sud, d'Amérique centrale et des Antilles

Plusieurs pays ont des exploitations de pétrole et de gaz naturel sur ce continent, mais l'ensemble de la production sud-américaine représente environ 5 % de la production mondiale.

## Russie et Asie centrale

Carte des régions pétrolifères de Russie et d'Asie centrale

La Russie avec l'Arabie saoudite sont les deux géants en termes de dotation totale en pétrole (somme de la production passée et des réserves restantes). Le pétrole a joué un rôle important dans l'histoire soviétique. Le pays possède par ailleurs de loin les plus grandes réserves de gaz naturel au monde. La Russie est le premier producteur et exportateur de pétrole et de gaz au monde.
La production russe s'était effondrée à la chute de l'URSS, et n'atteignait plus que 6 Mbbl/j de 1994 à 1999, date à laquelle commença un rebond spectaculaire, pour atteindre 10 Mbbl/j aujourd'hui. Cette hausse de la production s'appuie sur la modernisation des techniques d'exploitation, car il y a peu de nouveaux gisements. Il est difficile de dire si elle sera durable. La production de gaz n'a par contre presque pas augmenté, et vaut environ 10 Mbep/j.

## Région Asie-Pacifique

Carte des régions pétrolifères de Chine

Carte des régions pétrolifères de la Péninsule indienne

Carte des régions pétrolifères d'Australie

La région Asie-Pacifique produit un peu moins de 8 Mbbl/j, chiffre stable depuis 5 ans, cette partie du monde ayant visiblement atteint son pic pétrolier. La consommation de cette partie du Monde ne cessant d'augmenter, les importations de cette région ont dépassé celles des États-Unis.

## Océan Arctique
Alors que la calotte glaciaire du pôle Nord fond sous l'effet du réchauffement climatique, cinq pays [la Russie, la Norvège, le Danemark (Groenland), le Canada et les États-Unis (Alaska)] se précipitent pour cartographier cette vaste étendue sauvage qui s'ouvre et justifier leurs revendications territoriales. Car elle pourrait receler un quart du gaz et du pétrole inexploités de la terre. La plus grande partie se situerait sur les plateaux continentaux peu profonds. Les dépôts se sont formés à partir des algues et du plancton qui abondaient il y a plus de 100 millions d'années, quand le climat de la planète étant plus chaud, il n'y avait pas de glace dans l'Arctique.
L'United States Geological Survey (USGS) estime à 90 milliards de barils de pétrole et 47 billions de mètres cubes de gaz naturel les réserves inexploitées au-dessus du cercle arctique, pour la plupart en mer ; soit 13 % des réserves de pétrole non exploitées et 30 % du gaz naturel non exploité de la planète. Mais la majeure partie de l'Arctique restant inexplorée, le rapport de l'USGS est, par définition, une étude théorique, fondée sur des analogies et des hypothèses géologiques. Il recourt très peu aux données sismiques récentes recueillies par les compagnies pétrolières qui sont les spécialistes les plus aptes à évaluer les promesses de l'Arctique.

Moins optimistes, d'autres rapports semblent indiquer que l'Arctique recèle beaucoup de gaz mais beaucoup moins de pétrole qui se trouverait surtout près des rivages.